# 楽園の君に
「楽園の君に」（らくえんのきみに）は、1991年6月25日にキティレコード（現：ユニバーサルミュージック）より発売された矢萩渉のシングル。

## 解説
ロックバンド「安全地帯」のギタリスト・矢萩渉のソロ2枚目のシングルで、オリコンチャートでの最高位は57位。
前作「冒険者」と同様にセイコーエプソンのCMソングとして使用された。
プロデュースも前作「冒険者」と同じく矢萩と東京バナナボーイズ。
矢萩の2ndアルバム『喜びの歌』、中嶋悟の引退を記念したコンピレーション・アルバム『SATORU NAKAJIMA』に収録されている。

## 収録曲
全作曲・編曲：矢萩渉
1. 楽園の君に
  - 作詞：村上明彦
2. 木をきる
  - 作詞：松井五郎